# Аномальний рентгенівський пульсар
Аномальні рентгенівські пульсари (Anomalous X-ray Pulsars, AXP) — джерела пульсуючого рентгенівського випромінювання. Назва «аномальні» з'явилася унаслідок того, що довгий час не був зрозумілим резервуар енергії, який використовується нейтронною зорею для генерації рентгенівського випромінювання — обертальної енергії, що втрачається нейтронною зіркою, не вистачало для пояснення рентгенівської світності, а ознак акреції, яка могла б дати необхідний джерело енергії, у аномальних рентгенівських пульсарів не спостерігалося.
Наразі[коли?] вважається, що аномальні рентгенівські пульсари, як і джерела м'яких повторюваних гамма-спалахів, є поодинокими нейтронними зорями з екстремально сильними магнітними полями (до 1015 Гс) — магнітарами.
Станом на сьогодні[коли?] відомо 6 аномальних рентгенівських пульсарів і два кандидати в AXP[джерело?].
| Назва        | Період обертання (в секундах) |
| ------------ | ----------------------------- |
| 1E 2259 586  | 6,98                          |
| 1E 1048-59   | 6,45                          |
| 4U 0142+61   | 8,69                          |
| 1RXS 1708-40 | 11,0                          |
| 1E 1841—045  | 11,8                          |
| AXJ1844-0258 | 6,97                          |
| CXJ0110-7211 | 5,44                          |